# Quinto Pedio (pittore)
Quinto Pedio (fl. II secolo) è stato un pittore romano, la prima persona sorda documentata nella storia.

## Biografia
Era figlio del senatore romano e oratore Quinto Pedio Publicola, mentre non si conosce l'identità di sua madre. Il nonno paterno era il console Quinto Pedio e la sua nonna paterna era Valeria, sorella del senatore e oratore romano Valerio Messalla Corvino. Il nonno paterno e Cesare Augusto erano cugini materni. Fu allevato da suo prozio Corvino, che dell'imperatore Augusto ottenne il permesso di fargli apprendere la pittura. Divenne un pittore di talento, ma morì in giovane età.
La vita di Pedio fu scritta dallo storico romano Plinio il Vecchio in Storia Naturale.